# Sumber Rejo (Bengkunat Belimbing)
Sumber Rejo is een bestuurslaag in het regentschap Lampung Barat van de provincie Lampung, Indonesië. Sumber Rejo telt 1168 inwoners (volkstelling 2010).